# L'Âge de la régression
L’Âge de la régression est un essai collectif à l'initiative d'Heinrich Geiselberger paru simultanément en treize langues en 2017.

## Objet
Heinrich Geiselberger est à l'initiative de la publication de ce livre pensé dans la foulée des interrogations d'après les attentats du 13 novembre 2015 en France. Il regroupe quinze intellectuels afin d'analyser le phénomène général de grande régression qui se manifeste par l'essor de repli identitaire, d'essor des démagogues autoritaires, de propagation à l’échelle planétaire d’un Mai 68 à l’envers : plus qu’une grande récession. Face à ce grand basculement idéologique qui bouscule nos représentations politiques, les auteurs ont cherché à comprendre les raisons de cette régression « afin de raviver une gauche désarçonnée par l’hégémonie droitière ». Pour le journaliste Jacques Munier, à l'heure de la montée « des partis nationalistes et du populisme autoritaire, démagogie galopante, repli sur soi, brutalisation du débat public, règne de la post-vérité, même le vote est devenu une arme contre la démocratie ».
Les auteurs sont Arjun Appadurai, Zygmunt Bauman, Nancy Fraser, Bruno Latour, Eva Illouz, Ivan Krastev, Paul Mason, Pankaj Mishra, Robert Misik, Oliver Nachtwey, Donatella della Porta, César Rendueles, Wolfgang Streeck, David Van Reybrouck et Slavoj Žižek.
Se basant sur l’enquête du World Values Survey qui établit que « moins de la moitié des jeunes Européens considèrent comme essentiel de vivre dans une démocratie », l’historien belge David Van Reybrouck évoque un « syndrome de fatigue démocratique » et une « division entre ceux qui se sentent représentés politiquement et ceux qui n’ont pas ce sentiment ». Sociologue à l'université de Darmstadet, Oliver Nachtwey estime que la période contemporaine est non seulement celle d'une « déglobalisation » par une déconstruction de la mondialisation, mais aussi d'une « décivilisation » par la perte du contrôle des pulsions, les laissés pour compte de la globalisation pouvant se retrouver animés d'un ressentiment envers des minorités qu'elles estiment mieux traitées qu'eux. Pour Ivran Krastev, les deux décennies suivant l’année 1989, la diffusion des élections libres a permis l'inclusion de très divers groupes minoritaires (ethniques, religieux, sexuels) dans la vie publique. Puis, les élections ont servi à consolider l’hégémonie des majorités qui se sont senties menacées. Elles craignent que les étrangers submergent leurs pays respectifs et mettent en danger leurs modes de vie, et elles sont devenues la nouvelle grande force politique en Europe. De progressiste, l'opinion publique occidentale s'est « transformée en force réactionnaire » selon Ivran Krastev. Oliver Nachtwey estime que la politique de l'identité est une réaction à l'érosion de la communauté et des associations intermédiaires. La contestation radicale permet de se sentir à nouveau souverain dans les espaces virtuels, puis dans la vie réelle.Pour Arjun Appadurai, « la perte de souveraineté économique [engendre] partout une posture consistant à brandir l'idée de souveraineté culturelle ». En réaction au néolibéralisme transfontiériste émerge un « ethno-nationalisme », ce qui conduit Nancy Fraser à prôner de rejeter une alternative réduite au « néolibéralisme progressiste » et au « populisme réactionnaire ». Nancy Fraser affirme que le « néolibéralisme progressiste » a été ratifié par l'élection en 1992 à la présidence de Bill Clinton, qui a soumis l'économie américaine au libre-échangisme et à la dérégulation financière qui a accéléré la désindustrialisation, précipitant la Manufacturing belt devenue Rust belt en foyer du collège électoral ayant permis la victoire de Donald Trump en 2016,. Wolfgang Streeck analyse que les protestataires encourent d'autant plus le soupçon de fascisme que les anciens défenseurs des classes plébéiennes ont rejoint le camp proglobalisation, ce qui les incite à rejoindre des réseaux sociaux où leur parole inquiète n'est plus stigmatisée. La perte de souveraineté économique des États engendre une posture consistant à brandir l'idée de souveraineté culturelle, la culture devenant le refuge de la souveraineté nationale, Arjun Appadurai estime que « la démocratie libérale allemande ne pourra survivre au milieu d'un océan de populisme autoritaire européen », Zygmunt Bauman appelle à avoir l'« audace de l'espoir » et à « garder la tête froide, avoir des nerfs d'acier et beaucoup de courage » pour faire le pari du dialogue des civilisations. Décédé en 2017, Zygmunt Bauman analyse la « panique migratoire » en rappelant que l’humanité étant désormais citadine, « l’hétérogénéité culturelle est en train de devenir un trait caractéristique définitif, et même endémique, du mode urbain de cohabitation humaine ». L’essayiste britannique Paul Mason juge que « la tâche de la social-démocratie n'est pas d'aller au devant des désirs conservateurs des partisans des populistes autoritaires. Elle consiste à élaborer une alternative politique capable de susciter une pleine confiance et correspondant aux besoins et aux passions d'une grande part de la main d’œuvre actuelle ». Cela conduit à l'impératif de renverser les partisans de la troisième voie qui prônait de se tourner vers les classes moyennes en partant du principe erroné que le vote populaire restait pour l'essentiel acquis.

## Publication
Le livre est paru simultanément en treize langues le 13 avril 2017, l'édition française étant assurée par l'éditeur Premier Parallèle, fondé en 2015
Pour Sonya Faure de Libération, « les intellectuels de l’Âge de la Régression tentent de construire une nouvelle grille de lecture. (...) Une opération saute frontière pour diagnostiquer un mal global. Un livre en commun pour un monde qui se claquemure ». Selon Marie Lemonnier de L'Obs, « La manifeste mondial contre le populisme. (...) Ouvrage magistral, à lire sans tarder avant les prochaines élections, il est aussi une opération éditoriale qui fera date. (...) Ce livre acte ainsi l’effondrement d’un monde, né après la chute du Mur en 1989 »
Une version de la contribution de Wolfgang Streeck est accessible sur The New Left Review : "Le Retour des évincés : le début de la fin du capitalisme libéral".
- Collectif , préface de Heinrich Geiselberger (trad. de l'allemand par Frédéric Joly (anglais et allemand) et Jean-Marie Saint-Lu (espagnol)), L'Âge de la régression, Paris, éditions premier parallèle, 13 avril 2017, 328 p. (ISBN 979-10-94841-48-8)